# Élections sénatoriales américaines de 2010
Les élections sénatoriales américaines de 2010 (en anglais : 2010 United States Senate elections) ont lieu le 2 novembre en même temps que les élections des représentants et de certains gouverneurs. Trente-quatre sièges sont être renouvelés sur les cent que compte l'assemblée, auquel il faut ajouter quatre élections partielles, dans le Massachusetts, le Delaware, l'État de New York et la Virginie-Occidentale.
Le mandat des sénateurs étant de six ans, ceux qui sont élus lors de cette élection siègent du 3 janvier 2011 au 3 janvier 2017. Les élections sénatoriales suivantes ont lieu en 2012.

## Cadre institutionnel et mode de scrutin
Le Sénat des États-Unis a 100 membres, deux pour chaque État des États-Unis, élus pour une durée de six ans. Les sénateurs sont divisés en 3 classes, une des trois classes étant renouvelée tous les 2 ans. Avant 1913 et l'apparition du dix-septième amendement de la Constitution des États-Unis, les sénateurs étaient élus par les assemblées des États, et non par leurs corps électoraux.

## Résultats

Carte des résultats
Conservé par les Démocrates.
Conservé par les Républicains.
Gagné par les Républicains.

| Partis | Partis            | Sénat avant l'élection | Sièges        | Sièges | Vote populaire | Vote populaire | Sénat après l'élection | Changement |
| Partis | Partis            | Sénat avant l'élection | Sièges en jeu | Élus   | Voix           | %              | Sénat après l'élection | Changement |
| ------ | ----------------- | ---------------------- | ------------- | ------ | -------------- | -------------- | ---------------------- | ---------- |
|        | Parti démocrate   | 57                     | 19            | 13     | 33 883 538     | 45,10          | 51                     | 6          |
|        | Parti républicain | 41                     | 18            | 24     | 37 057 491     | 49,32          | 47                     | 6          |
|        | Parti libertarien | —                      | —             | —      | 871 238        | 1,16           | -                      | -          |
|        | Indépendants      | 2                      | -             | -      | 1 909 449      | 2,54           | 2                      | -          |
|        | Autres            | —                      | —             | —      | 1 411 814      | 1,91           | —                      | —          |
| Total  | Total             | 100                    | 37            | 37     | 75 133 530     | 100,00         | 100                    | —          |

## Résumé
| États                | Sortant            | Sortant | Sortant     | Sortant              | Élu                | Élu   | Élu         |
| États                | Sénateur           | Parti   | Parti       | Statut               | Sénateur           | Parti | Parti       |
| -------------------- | ------------------ | ------- | ----------- | -------------------- | ------------------ | ----- | ----------- |
| Alabama              | Richard Shelby     |         | Républicain | Se représente        | Richard Shelby     |       | Républicain |
| Alaska               | Lisa Murkowski     |         | Républicain | Se représente        | Lisa Murkowski     |       | Républicain |
| Arizona              | John McCain        |         | Républicain | Se représente        | John McCain        |       | Républicain |
| Arkansas             | Blanche Lincoln    |         | Démocrate   | Se représente        | John Boozman       |       | Démocrate   |
| Californie           | Barbara Boxer      |         | Démocrate   | Se représente        | Barbara Boxer      |       | Démocrate   |
| Colorado             | Michael Bennet     |         | Démocrate   | Se représente        | Michael Bennet     |       | Démocrate   |
| Connecticut          | Christopher Dodd   |         | Démocrate   | Ne se représente pas | Richard Blumenthal |       | Démocrate   |
| Delaware (P)         | Ted Kaufman        |         | Démocrate   | Ne se représente pas | Christopher Coons  |       | Démocrate   |
| Floride              | George LeMieux     |         | Républicain | Ne se représente pas | Marco Rubio        |       | Républicain |
| Géorgie              | Johnny Isakson     |         | Républicain | Se représente        | Johnny Isakson *   |       | Républicain |
| Hawaï                | Daniel Inouye      |         | Démocrate   | Se représente        | Daniel Inouye      |       | Démocrate   |
| Idaho                | Mike Crapo         |         | Républicain | Se représente        | Mike Crapo         |       | Républicain |
| Illinois             | Roland Burris      |         | Démocrate   | Ne se représente pas | Mark Kirk          |       | Républicain |
| Indiana              | Evan Bayh          |         | Démocrate   | Ne se représente pas | Dan Coats          |       | Républicain |
| Iowa                 | Chuck Grassley     |         | Républicain | Se représente        | Chuck Grassley     |       | Républicain |
| Kansas               | Sam Brownback      |         | Républicain | Ne se représente pas | Jerry Moran        |       | Républicain |
| Kentucky             | Jim Bunning        |         | Républicain | Ne se représente pas | Rand Paul          |       | Républicain |
| Louisiane            | David Vitter       |         | Républicain | Se représente        | David Vitter       |       | Républicain |
| Maryland             | Barbara Mikulski   |         | Démocrate   | Se représente        | Barbara Mikulski   |       | Démocrate   |
| Massachusetts (P)    | Scott Brown        |         | Républicain | Se représente        | Scott Brown        |       | Républicain |
| Missouri             | Kit Bond           |         | Républicain | Ne se représente pas | Roy Blunt          |       | Républicain |
| Nevada               | Harry Reid         |         | Démocrate   | Se représente        | Harry Reid         |       | Démocrate   |
| New Hampshire        | Judd Gregg         |         | Républicain | Ne se représente pas | Kelly Ayotte       |       | Républicain |
| New York             | Chuck Schumer      |         | Démocrate   | Se représente        | Chuck Schumer      |       | Démocrate   |
| New York (P)         | Kirsten Gillibrand |         | Démocrate   | Se représente        | Kirsten Gillibrand |       | Démocrate   |
| Caroline du Nord     | Richard Burr       |         | Républicain | Se représente        | Richard Burr       |       | Républicain |
| Dakota du Nord       | Byron Dorgan       |         | Démocrate   | Ne se représente pas | John Hoeven        |       | Républicain |
| Ohio                 | George Voinovich   |         | Républicain | Ne se représente pas | Rob Portman        |       | Républicain |
| Oklahoma             | Tom Coburn         |         | Républicain | Se représente        | Tom Coburn         |       | Républicain |
| Oregon               | Ron Wyden          |         | Démocrate   | Se représente        | Ron Wyden          |       | Démocrate   |
| Pennsylvanie         | Joe Sestak         |         | Démocrate   | Se représente        | Pat Toomey         |       | Républicain |
| Caroline du Sud      | Jim DeMint         |         | Républicain | Se représente        | Jim DeMint         |       | Républicain |
| Dakota du Sud        | John Thune         |         | Républicain | Se représente        | John Thune         |       | Républicain |
| Utah                 | Mike Lee           |         | Républicain | Se représente        | Mike Lee           |       | Républicain |
| Vermont              | Patrick Leahy      |         | Démocrate   | Se représente        | Patrick Leahy      |       | Démocrate   |
| Washington           | Patty Murray       |         | Démocrate   | Se représente        | Patty Murray       |       | Démocrate   |
| Virginie-Occidentale | Carte Goodwin      |         | Démocrate   | Ne se représente pas | Joe Manchin        |       | Démocrate   |
| Wisconsin            | Russ Feingold      |         | Démocrate   | Se représente        | Ron Johnson        |       | Républicain |

## Situation par État

### Alabama
Richard Shelby (républicain) est réélu avec 65,3 % des voix face au démocrate William Barnes, avocat et vétéran de la guerre du Viêt Nam.

### Alaska
Joe Miller (en), candidat soutenu par le Tea Party et par l'ancienne gouverneur et candidate républicaine à la vice-présidence Sarah Palin, s'impose durant les primaires républicaines face à la sénatrice sortante Lisa Murkowski (50,9 % contre 49,1 %). Après avoir dans un premier temps concédé sa défaite, Murkowski décide finalement de se représenter comme candidate indépendante.
Au soir du 2 novembre, Lisa Murkowski (républicaine dissidente) est en tête avec 41 % des voix contre 34,2 % à Joe Miller et 23,7 % à Scott McAdams. Elle est dès lors réintégrée au caucus républicain au Sénat.

### Arizona
Le 24 août 2010, jour des primaires, John McCain est réinvesti par les républicains avec 56,2 %, contre 32,1 % à l'ancien représentant ultra conservateur J.D. Hayworth (en) et 11,7 % à Jim Deakin. Les démocrates choisissent quant à eux le conseiller municipal de Tucson Rodney Glassman pour affronter l'ancien candidat à l'élection présidentielle. 
Au soir des élections, John McCain (républicain) est réélu avec 59,2 % des voix.

### Arkansas
Lors des élections primaires, Blanche Lincoln, candidate à un troisième mandat, est mise en ballotage par Bill Halter (en), un démocrate de l'aile gauche du parti et lieutenant-gouverneur de l'État (44,5 % à Lincoln contre 42,5 % à Halter). Elle s'impose avec 52 % des voix lors du second tour pour affronter le candidat des républicains, le représentant John Boozman investi par son parti dès le premier tour avec 52,7 % des voix.
Au soir des élections, John Boozman (républicain) est élu sénateur avec 57,6 % des voix contre 37,2 % à Blanche Lincoln. 

### Californie
Barbara Boxer (démocrate) est réélue avec 52 % des voix contre 42,4 % à la femme d'affaires républicaine Carly Fiorina.

### Colorado
Au matin du 3 novembre, les deux candidats n'étaient pas encore départagés malgré un léger avantage à Michael Bennet (démocrate). C'est ce dernier qui est finalement élu.

### Connecticut
Le sénateur sortant, Christopher Dodd, annonça le 6 janvier 2010 qu'il n'était pas candidat à sa réélection, mal positionné selon les sondages pour l'emporter face à n'importe lequel de ses trois adversaires républicains putatifs (Linda McMahon, Rob Simmons et Peter Schiff). Le populaire Procureur général démocrate Richard Blumenthal annonça alors sa candidature.
Au soir du 2 novembre, Richard Blumenthal (D) était élu sénateur avec 54 % des voix face à la républicaine Linda McMahon (44 %).

### Delaware
Le sénateur sortant, Ted Kaufman, nommé pour remplacer Joe Biden à la suite de son élection à la vice-présidence), décida de ne pas se présenter. Les sondages placèrent longtemps le républicain Michael Castle largement favori face à n'importe lequel des candidats démocrates. Toutefois, Castle ne parvint pas à remporter l'investiture républicaine, battu lors des élections primaires par Christine O'Donnell, issue du mouvement des Tea Party bien que la victoire de cette dernière aux élections générales étaient inenvisageable selon les sondages. La défaite de Castle dont l'élection paraissait par contre assurée lors des élections générales face à Coons compromet alors la possibilité pour les Républicains de remporter le Sénat au niveau national.
Au soir du 2 novembre, le candidat démocrate Christopher Coons est élu sénateur avec 56,6 % des voix face à Christine O'Donnell (40 %).

### Floride
Marco Rubio (R), soutenu par les Tea Party, est élu sénateur avec 48,8 % des voix face au gouverneur de Floride et ex-républicain, Charlie Crist (29,8 %) et face au démocrate Hendrick Meek (20,2 %).

### Géorgie
Johnny Isakson (R) est réélu sénateur avec 58,5 % des voix.

### Hawaï
Daniel Inouye (D) est réélu avec 74,7 % des voix.

### Idaho
Mike Crapo (R) est réélu avec 71,1 % des voix.

### Indiana
Dan Coats (R) est élu avec 54,6 % des voix.

### Iowa
Chuck Grassley (R) est réélu avec 64,5 % des voix.

### Illinois
Mark Kirk (R) est élu sénateur avec 48,4 % des voix contre 46,1 % à Alexi Giannoulias. Il reprend le siège détenu deux ans auparavant par Barack Obama.

### Kansas
Jerry Moran (R) est élu avec 70,3 % des voix.

### Kentucky
Rand Paul (R/Tea Party) est élu avec 55,9 % des voix.

### Louisiane
David Vitter, bien qu'impliqué dans un scandale de prostitution, est réinvesti par son parti pour un second mandat. Face à lui, l'unique représentant démocrate de Louisiane Charlie Melancon.
David Vitter (R) est réélu avec 56,6 % des voix.

### Maryland
Barbara Mikulski (D) est réélue avec 61,9 % des suffrages.

### Massachusetts
Nommé par Deval Patrick, pour assurer l'interim du sénateur défunt Edward Moore Kennedy, Kirk n'a pas été candidat à l'élection partielle de janvier 2010 laquelle a opposé le sénateur d'État républicain Scott Brown et la procureur général démocrate Martha Coakley. Aussi étonnant que cela puisse paraitre, l'élection s'est finalement annoncée compétitive, dans un État qui a pourtant plébiscité Edward Moore Kennedy avec 69 % et Barack Obama avec 62 %, respectivement en 2006 et 2008. Le 19 janvier 2010, Scott Brown remporte l'élection sénatoriale avec 51,9 % des voix. Sa victoire dans un État acquis aux démocrates est alors qualifiée d'historique par la presse américaine.

### Missouri
Le sénateur républicain sortant Kit Bond annonça le 8 janvier 2009, qu'il n'était pas candidat à sa succession. Le représentant républicain Roy Blunt remporta l'investiture républicaine. Chez les démocrates, la secrétaire d'État du Missouri Robin Carnahan (en) remporta très largement l'investiture démocrate. Ici deux familles politiques s'affrontent : Robin Carnahan est la fille de l'ancienne sénatrice Jean Carnahan et de l'ancien Gouverneur Mel Carnahan. Roy Blunt est quant à lui le père de l'ancien Gouverneur Matt Blunt.
Roy Blunt (R) est élu avec 54,3 % des voix.

### Pennsylvanie
L'ancien sénateur républicain devenu démocrate en 2009, Arlen Specter était candidat à sa succession. Le 18 mai 2010, Specter avec 46,1 % fut nettement battu par le représentant démocrate Joe Sestak qui obtint 53,9 % et cela en dépit du puissant soutien qu'il a reçu de la part de l'establishment démocrate.
Cependant, au soir du 2 novembre, c'est Pat Toomey (R) qui est élu avec 51 % des voix contre 49 % à Joe Sestak.

### Nevada
Le Leader de la majorité démocrate au Sénat Harry Reid est candidat à un cinquième mandat. C'est l'un des sénateurs démocrates les plus vulnérables. Depuis qu'il est Leader de la majorité son approbation auprès des Nevadiens a constamment chuté. Il s'est attiré les foudres des républicains, en étant l'un des principaux artisans du passage du plan de relance d'Obama et de la brulante réforme du système de santé. Dans les sondages, le plus puissant sénateur américain est donné régulièrement perdant face à des républicains, pourtant de faible envergure,,. Il est aussi sujet à une violente controverse, à la suite de la publication de son livre Game Change, pour avoir utilisé des propos raciste sur Barack Obama et à qui il présenta ses excuses. Le 8 juin 2010, Harry Reid remporte l'investiture démocrate avec 75,3 % des voix. Chez les républicains, c'est l'ultra-conservatrice Sharron Angle qui l'emporte avec une majorité relative de 40,1 %.
Au soir du 2 novembre 2010, Harry Reid (D) est finalement réélu avec 50,2 % des voix contre 44,6 % à Sharon Angle.

### New Hampshire
Kelly Ayotte (R), adoubée par Sarah Palin, est élu sénatrice avec 60,4 % des voix.

### New York
Chuck Schumer est candidat à un troisième mandat de sénateur. Schumer a été élu une première fois en 1998 en battant le sénateur républicain sortant Alfonse D'Amato, il sera ensuite réélu triomphalement en 2004 avec plus de 70 % des voix.
En raison de sa popularité, il était quasi-assuré d'être réélu. Au soir du 2 novembre, il obtient 65,5 % des voix contre 32,9 % à Jay Townsend.

### New York (spéciale)
En 2009, à la suite de la nomination d'Hillary Clinton comme Secrétaire d'État des États-Unis, son poste de sénateur fédéral était devenu vacant. Le Gouverneur de l'État David Paterson nomma alors Kirsten Gillibrand, une démocrate centriste élue du Nord de l'État, pour occuper le poste jusqu'à l'organisation d'une élection partielle en novembre 2010 pour terminer le mandat d'Hillary Clinton (2 ans). Candidate, Kirsten Gillibrand était loin de faire l'unanimité dans son camp et était vulnérable à une possible candidature de l'ancien gouverneur George E. Pataki, avant que celui décide finalement de ne pas se présenter, mais aussi de l'ancien Maire de New York Rudy Giuliani, qui annonça lui aussi qu'il n'était finalement pas candidat, et ce malgré des sondages favorables.
Au soir du 2 novembre 2010, Kirsten Gillibrand (D) est élue avec 61,3 % des voix contre 36,5 % au candidat républicain Joe DioGuardi (en).

### Caroline du Nord
Richard Burr (R) est réélu avec 55 % des voix.

### Dakota du Nord
Le gouverneur John Hoeven (R) est élu avec 76,2 % des voix, reprenant alors ce siège aux démocrates.

### Ohio
Rob Portman (R) est élu avec 57,3 % des voix.

### Oklahoma
Tom Coburn (R) est réélu avec 70,5 % des voix.

### Oregon
Ron Wyden (D) est réélu avec 56,3 % des voix.

### Caroline du Sud
Jim DeMint (R) est réélu avec 62,4 % des voix.

### Dakota du Sud
John Thune (R) est réélu sans aucun adversaire face à lui.

### Utah
Mike Lee (républicain soutenu par le Tea Party) est élu avec 61,6 % des voix.

### Vermont
Patrick Leahy (démocrate) est réélu avec 64,2 % des voix face au républicain Len Britton.

### Washington
Ce n'est que le 4 novembre qu'était confirmée la réélection difficile de Patty Murray (D) avec 51 % des voix contre 49 % à Dino Rossi.

### Virgine-Occidentale
Joe Manchin (D) est élu avec 53,5 % des voix sur un programme atypique, très hostile à la réforme de santé du président Obama.

### Wisconsin
Ron Johnson (R) l'emporte avec 51,9 % des voix sur Russ Feingold, le sénateur sortant et l'un des hérauts de la gauche démocrate (47,1 %).

## Parité et diversité
| Femmes                             | Femmes                      | Noirs                          | Noirs                   | Latinos et hispaniques | Latinos et hispaniques | Asiatiques  | Asiatiques            |
| Républicain                        | Démocrate                   | Républicain                    | Démocrate               | Républicain            | Démocrate              | Républicain | Démocrate             |
| ---------------------------------- | --------------------------- | ------------------------------ | ----------------------- | ---------------------- | ---------------------- | ----------- | --------------------- |
| Carly Fiorina (Californie)         | Barbara Boxer (Californie)  |                                | Kendrick Meek (Floride) | Marco Rubio (Floride)  |                        |             | Daniel Inouye (Hawaï) |
| Linda McMahon (Connecticut)        | Blanche Lincoln (Arkansas)  | Mike Thurmond (Géorgie)        |                         |                        |                        |             |                       |
| Sharron Angle (Nevada)             | Roxanne Conlin (Iowa)       | Alvin Greene (Caroline du Sud) |                         |                        |                        |             |                       |
| Kelly Ayotte (New Hampshire)       | Lisa Johnston (Kansas)      |                                |                         |                        |                        |             |                       |
| Christine O'Donnell (Delaware)     | Barbara Mikulski (Maryland) |                                |                         |                        |                        |             |                       |
|                                    | Robin Carnahan (Missouri)   |                                |                         |                        |                        |             |                       |
| Kirsten Gillibrand (New York)      |                             |                                |                         |                        |                        |             |                       |
| Elaine Marshall (Caroline du Nord) |                             |                                |                         |                        |                        |             |                       |
| Patty Murray (Washington)          |                             |                                |                         |                        |                        |             |                       |
| Martha Coakley (Massachusetts)     |                             |                                |                         |                        |                        |             |                       |

Les démocrates ont désigné 26,3 % de femmes, 7,9 % de Noirs et 2,6 % d'Asiatiques parmi leurs candidats au Sénat. Les républicains font moins bien avec seulement 13,2 % de femmes candidates, toutefois ils sont les seuls à présenter un Latino.
Plusieurs femmes ont échoué de peu à décrocher l'investiture de leurs partis : Lisa Murkowski en Alaska, Jennifer Brunner dans l'Ohio ou encore Jane Norton dans le Colorado.